# سعادت أباد (فسارود)
سعادت أباد (بالفارسية: سعادت‌آباد) هي قرية تقع في إيران في البلدة المركزية. يقدر عدد سكانها بـ 241 نسمة بحسب إحصاء 2016.